# Koji Yoshimura
Koji Yoshimura (吉村 光示?, Yoshimura Koji; Prefettura di Kōchi, 13 aprile 1976) è un ex calciatore giapponese, di ruolo difensore.